# Brickyard Grand Prix

Streckenvariante 2012–2013

Der Brickyard Grand Prix war ein Sportwagenrennen, das von 2012 bis 2014 ausgetragen wurde. Das Rennen fand auf dem Infield-Kurs des Indianapolis Motor Speedway statt und war zuletzt im Kalender der United SportsCar Championship.
Der Brickyard Grand Prix wurde zur Grand Am Saison 2012 ins Leben gerufen und war Teil des Super Weekend at the Brickyard. Nachdem von 1994 bis 2011 nur der NASCAR Sprint Cup mit dem Brickyard 400 in Indianapolis fahren durfte, wurde dieses Event um die Rennen der NASCAR Nationwide Series und der Grand-Am erweitert. 
Das Sportwagenrennen wurde in den ersten beiden Jahren über 3 Stunden ausgetragen und war Teil der North American Endurance Championship (NAEC), einer Langstreckenmeisterschaft im Rahmen der Grand-Am. Zur Saison 2014 wurde das Rennen Teil der neuen United SportsCar Series und auf die Länge von 2:45 Stunden gekürzt. Im Kalender der Saison 2015 ist das Rennen nicht mehr vorgesehen.

## Rennsieger
| 2012 | 3 Stunden    | Sébastien Bourdais Alex Popow     | Riley Ford       | Andy Lally John Potter        | Porsche 911 GT3 Cup         | nicht am Start                 | nicht am Start    |                                  |                    |
| 2013 | 3 Stunden    | Ryan Dalziel Alex Popow           | Riley Ford       | Jeff Segal Massimiliano Papis | Ferrari 458 Italia Grand-Am | Tom Long Sylvain Tremblay      | Mazda 6 GX        |                                  |                    |
| Jahr | Rennlänge    | Prototype-Klasse                  | Prototype-Klasse | Prototype-Challenge-Klasse    | Prototype-Challenge-Klasse  | GT-Le-Mans-Klasse              | GT-Le-Mans-Klasse | GT-Daytona-Klasse                | GT-Daytona-Klasse  |
| Jahr | Rennlänge    | Fahrer                            | Fahrzeug         | Fahrer                        | Fahrzeug                    | Fahrer                         | Fahrzeug          | Fahrer                           | Fahrzeug           |
| 2014 | 2:45 Stunden | João Barbosa Christian Fittipaldi | Corvette DP      | Chris Cumming Jack Hawksworth | Oreca FLM09                 | Kuno Wittmer Jonathan Bomarito | Dodge Viper GTS-R | Allessandro Balzan Jeff Westphal | Ferrari 458 Italia |